# Veronica Madia

a Compétitions nationales et continentales officielles uniquement.

b Matchs officiels uniquement.
Veronica Madia, née le 16 janvier 1995 à Casalmaggiore (Italie), est une joueuse internationale italienne de rugby à XV évoluant au poste de demi d'ouverture.

## Biographie
Veronica Madia commence le rugby à XV à l'âge de sept ans, à l'école de rugby du Rugby Colorno. Elle doit arrêter de jouer pendant trois ans car à l'époque le club n'a pas d'équipe dans sa catégorie d'âge.
Elle fait ses débuts en équipe nationale en 2016 contre l'Écosse, lors d'une victoire qui qualifie l'Italie pour la  Coupe du monde 2017.
En 2018, elle est sacrée championne d'Italie avec le Rugby Colorno.[réf. nécessaire]
Elle dispute la Coupe du monde 2021 qui voit l'Italie atteindre les quarts de finale.[réf. nécessaire]
Elle s'engage à l'intersaison 2023 avec le FC Grenoble. Elle compte 42 sélections en équipe nationale quand elle est retenue en août pour disputer la deuxième division du WXV. Début 2024, elle fait partie des joueuses mises sous contrat par la fédération italienne. À la fin de la saison, elle retourne à Colorno.[réf. nécessaire]

## Palmarès
- Vainqueur du Championnat d'Italie en 2018.